# Szklanica collinsowa

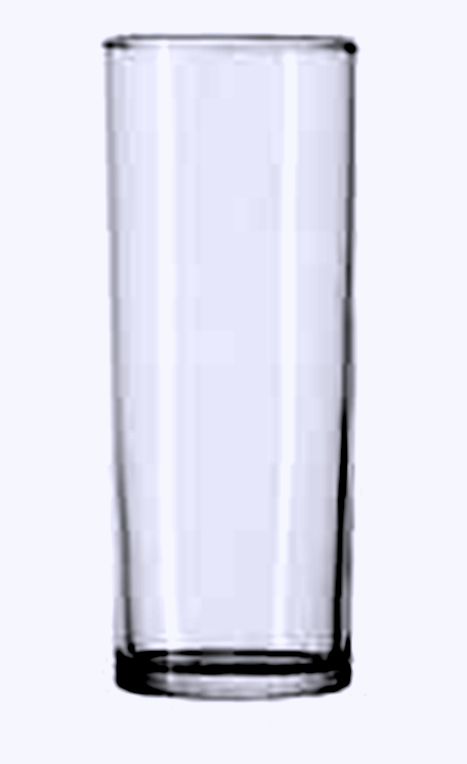
Szklanica collinsowa

Szklanka typu Collins (collinsówka) – rodzaj cylindrycznej szklanki o pojemności zwykle od 300 do 410 ml (11 do 14 bryt. uncji; 10 do 14 amer. uncji). W porównaniu do szklanki typu Highball jest węższa. Używana do serwowania drinków, w szczególności do drinków typu Collins.